# سامسونگ گلکسی آ۲۰ اس
سامسونگ گلکسی آ۲۰ اس (به انگلیسی: Samsung Galaxy A20s) یک گوشی اندروید فبلت محصول شرکت سامسونگ است. این گوشی در در ۲۳ سپتامبر ۲۰۱۹ معرفی شد.

## مشخصات[۲][۳]

### بدنه
- ابعاد: ۱۶۳.۳ در ۷۷.۵ در ۸ میلی‌متر
- وزن: ۱۸۳ گرم
- مقاومت: ندارد
- تعداد سیم‌کارت: تک سیم‌کارته (نانو-سیم) یا دو سیم‌کارته (نانو-سیم، همزمان یکی فعال)
- جنس بدنه: فریم اطراف و عقب از پلاستیک

### نمایشگر
- نوع: IPS LCD
- ابعاد: ۶.۵ اینچ (~۸۱.۹٪ نسبت نمایشگر به بدنه)
- رزولوشن: ۷۲۰ در در۱۵۶۰ پیکسل(~۲۶۴ پیکسل در اینچ تراکم پیکسلی)
- نرخ به‌روزرسانی: ۶۰ هرتز

### حافظه
- درگاه حافظه: microSDXC
- حافظه داخلی: ۳۲ گیگابایت با ۲ گیگابایت رم، ۳۲ گیگابایت با ۳ گیگابایت رم، ۶۴ گیگابایت با ۴ گیگابایت رم

### سخت افزار
- سامانه روی یک تراشه: کوالکام SDM450 Snapdragon 450 (چهارده نانومتری)
- پردازندهٔ مرکزی: ۸ هسته‌ای (هشت هستهٔ ۱.۸ گیگاهرتز Cortex-A53)
- پردازندهٔ گرافیکی: آدرنو ۵۰۶
- حسگر اثر انگشت: خازنی، پشت بدنه

### نرم افزار
- سیستم‌عامل پیش‌فرض: اندروید ۹ و قابلیت ارتقا به اندروید ۱۱ به‌همراه وان یوآی ۳٫۱

### دوربین
- اصلی: ۱۳ مگاپیکسل (لنز واید ۲۷ میلی‌متری، f/1.8، فوکوس خودکار با تشخیص فاز)، ۸ مگاپیکسل (لنز فوق عریض، f/2.2)، ۵ مگاپیکسل (لنز عمق میدان، f/2.2)
- قابلیت‌ها: فلش LED، پانوراما، HDR
- فیلم‌برداری: 1080p@30
- سلفی: ۸ مگاپیکسل (لنز واید، f/2.0)
- فیلم‌برداری سلفی: 1080p@30fps

### باتری
- باتری: باتری غیرقابل تعویض لیتیوم پلیمر با ظرفیت ۴۰۰۰ میلی‌آمپر ساعت
- سرعت شارژ: شارژ سریع ۱۵ وات

### متفرقه
- رنگ‌ها: مشکی، آبی، قرمز، سبز
- مدل‌ها: SM-A207F, SM-A207M, SM-A2070